# Henrik Heerdhielm
Henrik Abrahamsson Heerdhielm, tidigare Scheffer, född 15 juli 1655 i Åbo, död 10 september 1712 i Stockholm, var en svensk ämbetsman.

## Biografi
Scheffer blev student vid Åbo akademi 1669 och vid Uppsala universitet 1673. Efter studierna blev han auskultant i Svea hovrätt 1675. Han var sekreterare vid flottan 1678 och fältauditör 1679. Scheffer blev notarie i Bergskollegium 1679 och aktuarie i Krigskollegium 1685. Han utsågs till advokatfiskal i Kammar- och kommerskollegierna 1686. Han blev revisionssekreterare 1697 och ledamot av lagkommissionen 1701 samt vice president i Svea hovrätt 1702. Tillsammans med kammarrådet Albin Müller köpte han 1695  Svartåverken från sin svärfars dödsbo. Men tiden som bruksägare blev kort; redan 1698 sålde man verksamheten vidare till Reinhold Tersmeden. Samma år köpte han istället Heby slott. Bara något år tidigare hade han köpt Fyrsjö gård i gamla Stigtomta socken av fältmarskalken Krister Horn (1622–1692). Scheffer adlades Heerdhielm 1693 och introducerades samma år under nummer 1258.

### Familj
Han var son till rådmannen Abraham Henriksson Scheffer (1617–1667) och Elin Pettersdotter Thorwöste (1634–1687), som var dotter till handelsmannen i Åbo Peter Thorwöste (1600–1659), samt från 1682 gift med Maria Jönsdotter Grubb (1666–1735) som var dotter till Jöns Erikson Grubb och Anna Helsingia. Makarna fick 13 barn, varav sju dog i unga år.
Heerdhielm begravdes i Stockholm 1712 och blev sex dagar senare gravsatt vid Arnö kyrka där man satte upp hans huvudbaner.